# Сугияма, Рихо
Рихо Сугияма (яп. 杉山 里穂 Сугияма Рихо, род. 31 декабря, префектура Хоккайдо, Япония) — японская сэйю. Лауреат премии Seiyu Awards в категории «Лучшая начинающая актриса» (2021).

## Биография
Рихо Сугияма родилась 31 декабря в префектуре Хоккайдо. Окончила старшую школу «Хоккайдо Саппоро Цукисаму», после чего проходила обучение на факультете сэйю Саппорской профессиональной школы манги, аниме и сэйю (яп. 札幌マンガ・アニメ&声優専門学校 Саппоро манга анимэ & сэйю: сэммон гакко:). В 2013 году подписала контракт с агентством талантов Yu-rin Pro, а в 2018 году перешла в агентство Mausu Promotion.
В январе 2018 года Сугияма была утверждена на роль мальчика Таниса в аниме-сериале Creatures Family Days, трансляция которого проходила позже в этом же году. В октябре 2019 года она получила главную роль в аниме-сериале Wave, Listen to Me! (2020), в котором озвучила Минарэ Коду. Сугияму выбрали на эту роль по причине того, что она была родом с Хоккайдо и являлась ровестницей своему персонажу; также ожидалось, что она сможет более естественно воплотить образ Минарэ. После Wave, Listen to Me! Сугияма озвучивала Генриэтту Пенроуз в 86: Eighty Six (2021), Розали в аниме-сериале «Я 300 лет убивала слизь и прокачалась на максимум» (2021), Ёри-тян в On Air Dekinai! (2022), Пита Рестона в Reign of the Seven Spellblades (2023), Кинусу Такамацу в Rinkai! (2024) и других персонажей.
В начале марта 2021 года Сугияма совместно с другими актрисами-сэйю получила премию Seiyu Awards в категории «Лучшая начинающая актриса».

## Избранная фильмография

### Аниме-сериалы
2017
- Atom: The Beginning — Урара Суидобаси
- Kenka Bancho Otome: Girl Beats Boys — Тадаси Компару

2018
- Conception — Таруа[14]
- Creatures Family Days — Танис[3]
- FLCL Progressive — Юя
- Kakuriyo: Bed & Breakfast for Spirits — Раммару (в детстве)
- Ulysses: Jeanne d’Arc and the Alchemist Knight — Мириам

2019
- Boogiepop and Others — Сидзука Хасидзака[15]
- JoJo’s Bizarre Adventure: Golden Wind — Анита
- My Roommate Is a Cat — Субару (в детстве)
- No Guns Life — Имельда

2020
- Aikatsu on Parade! — Котоми Кодзима
- Cardfight!! Vanguard Gaiden if — волшебница в маске Харри
- Wave, Listen to Me! — Минарэ Кода[4]
- «Цугу Цугумомо» — Аруми Асиминэ[16]

2021
- 86: Eighty Six — Генриэтта Пенроуз[8]
- Cardfight!! Vanguard overDress — телеведущая
- Takt Op. Destiny — Джимми
- The Vampire Dies in No Time — Шэдоу, охотница за красивыми парнями A
- Tropical-Rouge! Pretty Cure — Идзуми Комори
- «Я 300 лет убивала слизь и прокачалась на максимум» — Розали[9]

2022
- 3-byo Ato, Yaju.: Gokon de Suma ni Ita Kare wa Midara na Nikushoku Deshita (версия для телеэфира) — Цумуги Кумэ[17]
- GaruGaku II: Lucky Stars — Тино Хамура[18]
- On Air Dekinai! — Ёри-тян[10]
- Requiem of the Rose King — Генри Стаффорд[19]
- Vermeil in Gold — Джессика Шварц[20]

2023
- Reign of the Seven Spellblades — Пит Рестон[11]
- The Idolmaster Million Live! — Сора Хаясака[21]
- The Vexations of a Shut-In Vampire Princess — Флёте Маскарайль[22]

2024
- Grendizer U — Ямада[23]
- Rinkai! — Кинуса Такамацу[12]

2025
- I’m a Behemoth, an S-Ranked Monster, but Mistaken for a Cat, I Live as an Elf Girl’s Pet — Тама (кот)[24]
- Necronomico no Cosmic Horror Show — Мико Куроно[25]
- New Saga — Миранда[26]
- «Я 300 лет убивала слизь и прокачалась на максимум» (второй сезон) — Розали

### OVA/ONA
- 2018 — Lost Song — Алонд
- 2020 — Ghost in the Shell: SAC_2045 — Опэко
- 2020 — Zetsumetsu Kigu-shun — Ракко-сюн[27]
- 2021 — Planetarian: Snow Globe — Мать[28]
- 2023 — Junji Ito Maniac: Japanese Tales of the Macabre — Кадзуко Моринака[29]
- 2024 — Code Geass: Rozé of the Recapture — Ёко Араки[30]

### Промовидео
- 2021 — Namihara-san wa Buchimaketai! — Минасэ-сан[31]

### Компьютерные игры
2014
- Great Edo Blacksmith — Раммару[32]

2015
- Yokai Hyakkitan! — Кидомару[33], Макура-гаэси[34]

2016
- Kansen × Shojo — Хотару Кирисима[35]
- Uchi no Hime-sama ga Ichiban Kawaii — Хэра

2018
- Kuro no Kishidan: Knights Chronicle — Авель[36]

2019
- Conception Plus: Ore no Kodomo o Undekure! — Таруа[37]
- Kamihime Kakusei Melty Maiden — Сара[38]
- Pokémon Masters EX — Андзу/Джанин
- Utawarerumono: Lost Flag — Ункэй

2020
- Saint Seiya: Rising Cosmo — Кассиопея Бильда
- World Flipper — Никола

2021
- Monster Hunter: Rise — Мондзю[39]
- Samurai Force: Shing! — Аико[40]

2022
- AI: The Somnium Files – Nirvana Initiative — Ханаё Насу
- Azur Lane — SMS Thüringen (1909)[41]
- Final Fantasy XIV — Адзэйма
- Star Melody: Yumemi Dreamer — Завистливая Роуз[42]

2023
- Mario + Rabbids Sparks of Hope — Канья

2024
- Another Code: Recollection — Эшли Мидзуки Роббинс
- Bar Stella Abyss — Майя[43]
- Final Fantasy VII Rebirth — Регина
- Guilty Gear Strive — A.B.A[44]

## Награды и номинации
| Год  | Награда                  | Результат | Категория                                                                                      | Работа                            | Прим.  |
| ---- | ------------------------ | --------- | ---------------------------------------------------------------------------------------------- | --------------------------------- | ------ |
| 2021 | Anime Trending Awards    | 4-е место | Лучшая актриса озвучивания                                                                     | Минарэ Кода в Wave, Listen to Me! | [ 45 ] |
| 2021 | Crunchyroll Anime Awards | Номинация | Лучший сэйю                                                                                    | Минарэ Кода в Wave, Listen to Me! | [ 46 ] |
| 2021 | Seiyu Awards             | Победа    | Лучшая начинающая актриса (вместе с Адзуми Ваки, Каной Итиносэ, Нацуми Фудзиварой и Рин Айрой) | н/д                               | [ 13 ] |